# Tetranema gamboanum
Tetranema gamboanum är en grobladsväxtart som beskrevs av M.H. Grayum och B.E. Hammel. Tetranema gamboanum ingår i släktet Tetranema och familjen grobladsväxter. Inga underarter finns listade i Catalogue of Life.